# Las hormigas
Las hormigas es una novela francesa, el primer gran éxito de Bernard Werber. Se publicó originalmente en 1991, siendo el primero de una trilogía galardonada con numerosos premios.
Inaugura una trilogía que relata las aventuras de humanos y hormigas a través de dos hilos narrativos a priori distintos, pero que se entremezclan en ocasiones. Además de estos hilos, el relato está salpicado de fragmentos de la ficticia Enciclopedia del saber relativo y absoluto, libro-testamento de Edmond Wells.

## Sinopsis
Jonathan Wells hereda la casa de su tío entomólogo, Edmond Wells, en la que se instala con su familia. Poco a poco, irá investigando los revolucionarios descubrimientos de los estudios de su tío sobre las hormigas y se aventurará en el sótano pese a las tentativas disuasorias del primero.
Paralelamente, una colonia de hormigas vive su día a día en una ciudad-hormiguero llamada Bel-o-kan. Las dos historias continúan paralelamente hasta el momento del contacto y de la comunicación entre las dos especies inteligentes que hasta el presente se ignoraban mutuamente.